# Teateråret 2019

## Händelser
- 14 till 19 maj – Scenkonstbiennalen för året hålls i Sundsvall och Härnösand

## Priser och utmärkelser
- 18 december – Ann Petrén utnämns till vinnare av Svenska Akademiens teaterpris 2019.[1]

## Årets uppsättningar

### Januari
- 24 januari – Queen of Fucking Everything av Jonas Gardell har premiär på Cirkus, Stockholm

### Juli
- 3 juli – Den Osalige av Håkan Johnsson och Per Andersson har premiär på Gunnebo slott

### September
- 27 september – Antigone av Sofokles har premiär på Studion vid Göteborgs stadsteater i regi av Kristina Hagström-Ståhl som även svarat för översättningen av Anne Carsons bearbetning av dramat.

## Avlidna
- 8 januari – Guje Lagerwall, 100, svensk skådespelare.
- 9 januari – Verna Bloom, 80, amerikansk skådespelare.
- 15 januari – Carol Channing, 97, amerikansk skådespelare, sångare, komiker och musikalartist.
- 10 oktober – Hans Polster, 87, svensk skådespelare och teaterregissör.[2]